# Đuro Đaković

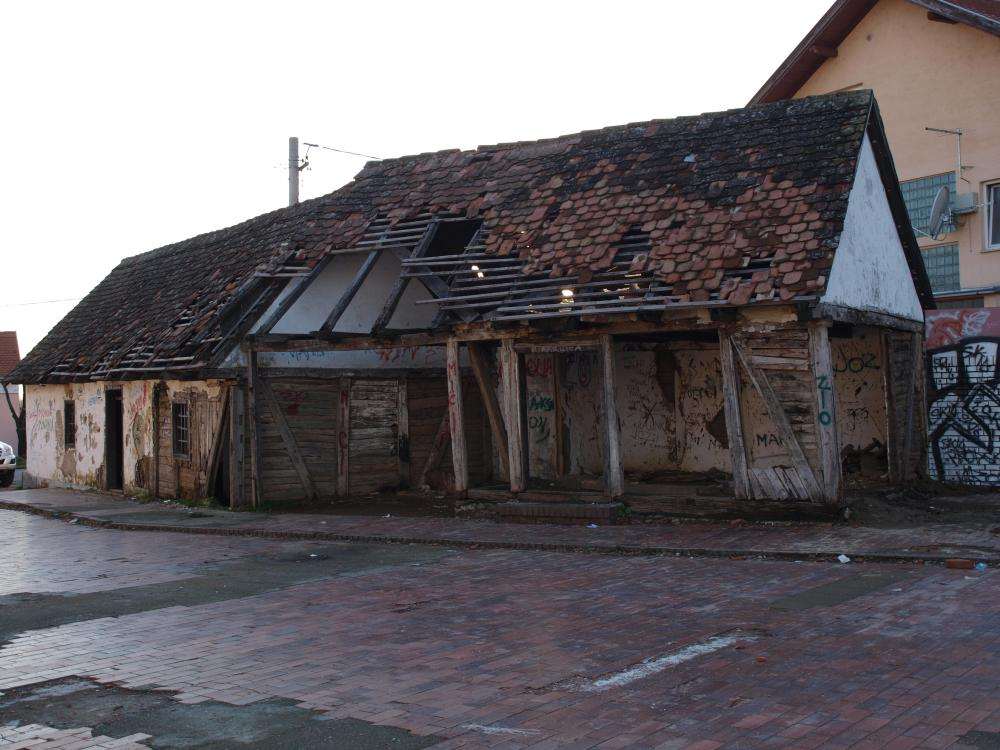
Casa natale Đuro Đaković vicino Slavonski Brod

Duro Đaković (Slavonski Brod, 30 novembre 1886 – 25 aprile 1929) è stato un politico e rivoluzionario jugoslavo.